# پانکربو
پانکربو (به اسپانیایی: Pancorbo) یک شهرستان در اسپانیا است.